# Venceslaus Ulricus Hammershaimb
Venceslaus Ulricus Hammershaimb (Sandavágur, 25 marzo 1819 – Copenaghen, 8 aprile 1909) è stato un pastore protestante luterano faroese che ebbe il merito di introdurre una grafia standardizzata per la lingua faroese, parlata nelle isole Fær Øer.
Il metodo di scrittura del faroese si basa su quello dell'islandese, e fu introdotto nel 1846.

## Biografia
Hammershaimb nacque a Sandavágur nell'isola di Vagarin, isola delle Fær Øer.
Fu ministro luterano a Kvívík prima di stabilirsi in Danimarca nel 1878.
Oltre ad essere un linguista, Hammershaimb fu anche un folklorista ed appassionato delle ballate locali delle isole Fær Øer, e pubblico una raccolta delle storie faroesi e delle ballate tipiche delle isole in un libro dal titolo Færöiske.

## Contributi linguistici
Hammershaimb contribuì a sviluppare un metodo di scrittura del faroese che fino al quel momento non ne era fornito.
Il faroese è una lingua scandinava occidentale, diretta discendente del norvegese antico (Norse), e dunque anche strettamente legata all'islandese.
Nonostante quindi la comune origine tra i secoli XIII e XVI la lingua evolse notevolmente fino a diventare un dialetto distaccato, benché ancora mutuamente intelligibile con l'antico scandinavo e con il Norn, il dialetto scandinavo parlato nelle Isole Orcadi.
Hammershaimb creò un sistema di scrittura che privilegiava la discendenza del faroese con l'antico Norse invece di creare un sistema fonetico che rispecchiasse la lingua parlata. Per esempio la lettera Ð non aveva un valore fonetico, ma era muta.
Un'altra versione del faroese scritto fu proposta da Jakob Jakobsen, il quale propose un sistema di scrittura più vicino alla lingua parlata, ma che non prese mai piede tra il popolo.